# 노스워릭셔

노스워릭셔의 위치

노스워릭셔(영어: North Warwickshire)는 잉글랜드 워릭셔주에 위치한 비도시 자치구로 중심 도시는 애서스톤이며 인구는 62,014명(2014년 기준), 면적은 284.3km2이다.